# Валя-Борулуй
Валя-Борулуй (рум. Valea Borului) — село у повіті Прахова в Румунії. Входить до складу комуни Черашу.
Село розташоване на відстані 96 км на північ від Бухареста, 40 км на північ від Плоєшті, 51 км на південний схід від Брашова.

## Населення
За даними перепису населення 2002 року у селі проживали 628 осіб, з них 627 осіб (99,8%) румунів. Рідною мовою 627 осіб (99,8%) назвали румунську.